# Guy Gardner (seriefigur)

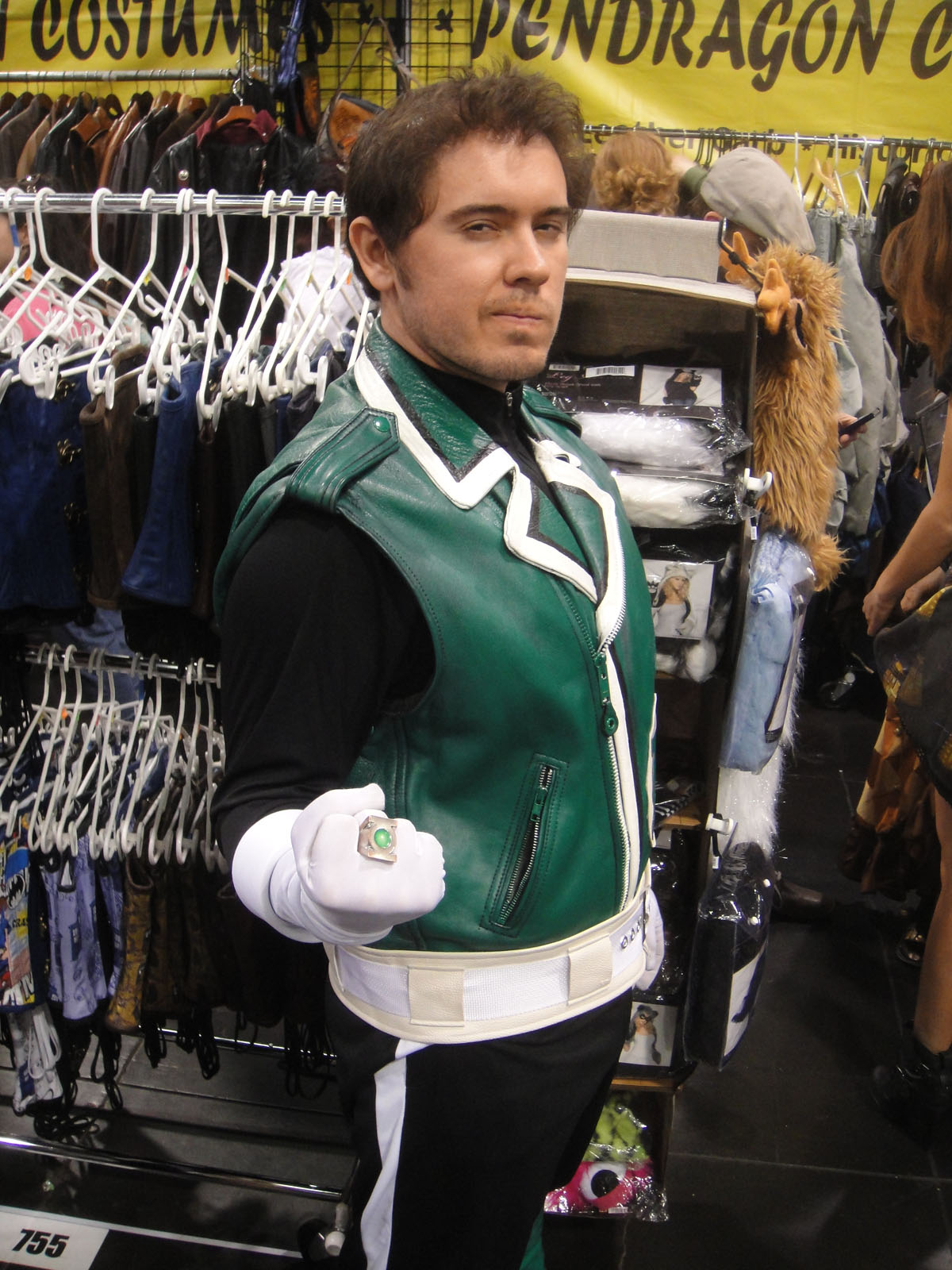
Guy Gardner cosplay

Guy Gardner, även känd som Green Lantern (en av dem) och Warrior, är en superhjälte från amerikanska DC Comics. Han dök ursprungligen upp i serien "Green Lantern" ("Gröna Lyktan"), men spelade även en viktig roll i "Justice League International" ("Lagens Väktare").

## Bakgrund och karaktär
Figuren introducerades 1968 som en alternativ kandidat till titeln Green Lantern. Guy Gardner har blivit den gröna lykta som folk antingen älskar eller hatar. På senare år har han framställts som en självupptagen, uppkäftig skitstövel som ibland personlighetsförändras och blir löjligt snäll i stället. Gardner gör alla fel en hjälte kan göra, men i slutänden gör han ändå det rätta.

## Handling
Guy var ursprungligen en socialarbetare och senare gympalärare som när han väl blev Green Lantern redan hade gått miste om titeln två gånger. Första gången befann han sig för långt ifrån den döende Abin Sur och titeln gick till Hal Jordan istället. Andra gången sökte Jordan en reserv, men då var Gardner allvarligt skadad, och titeln gick istället till John Stewart. Till slut blev Guy Gardner ändå Green Lantern, men efter en explosion som kastade honom in i ett annat universum fick han hjärnskador och låg i koma i flera år. Troligen var det hjärnskadorna som lade grunden till den karaktär han har idag. 
Gardner var medlem i Justice League International/Justice League America under seriens komiska period i slutet av 1980-talet och början av 1990-talet, då bl.a. Keith Giffen och J.M. DeMatteis vidareutvecklade karaktären. 
När Gardner förlorade sin gröna kraftring fick han istället en gul ring som tidigare hade tillhört superskurken Sinestro. Under den här perioden hade figuren en egen tidning vid namn Guy Gardner (senare Guy Gardner: Warrior), som utkom med 44 nummer åren 1992–96. Namnbytet till Warrior kom sig av att Gardner förlorade även den gula ringen och upptäckte att han härstammade från en utomjordisk ras som gav honom förmågan att förvandla valfri del av sin kropp till ett vapen. Guy Gardner trappade så småningom ner på hjältedåden och öppnade superhjältebaren Warriors. Nyligen fick han åter en grön kraftring och återinsattes i tjänst i Green Lantern Corps.
 Artikeln var, i den version den hade den 4 januari 2006, helt eller delvis hämtad från Seriewikin (hos Seriefrämjandet): Guy_Gardner